# Starrluftschiff

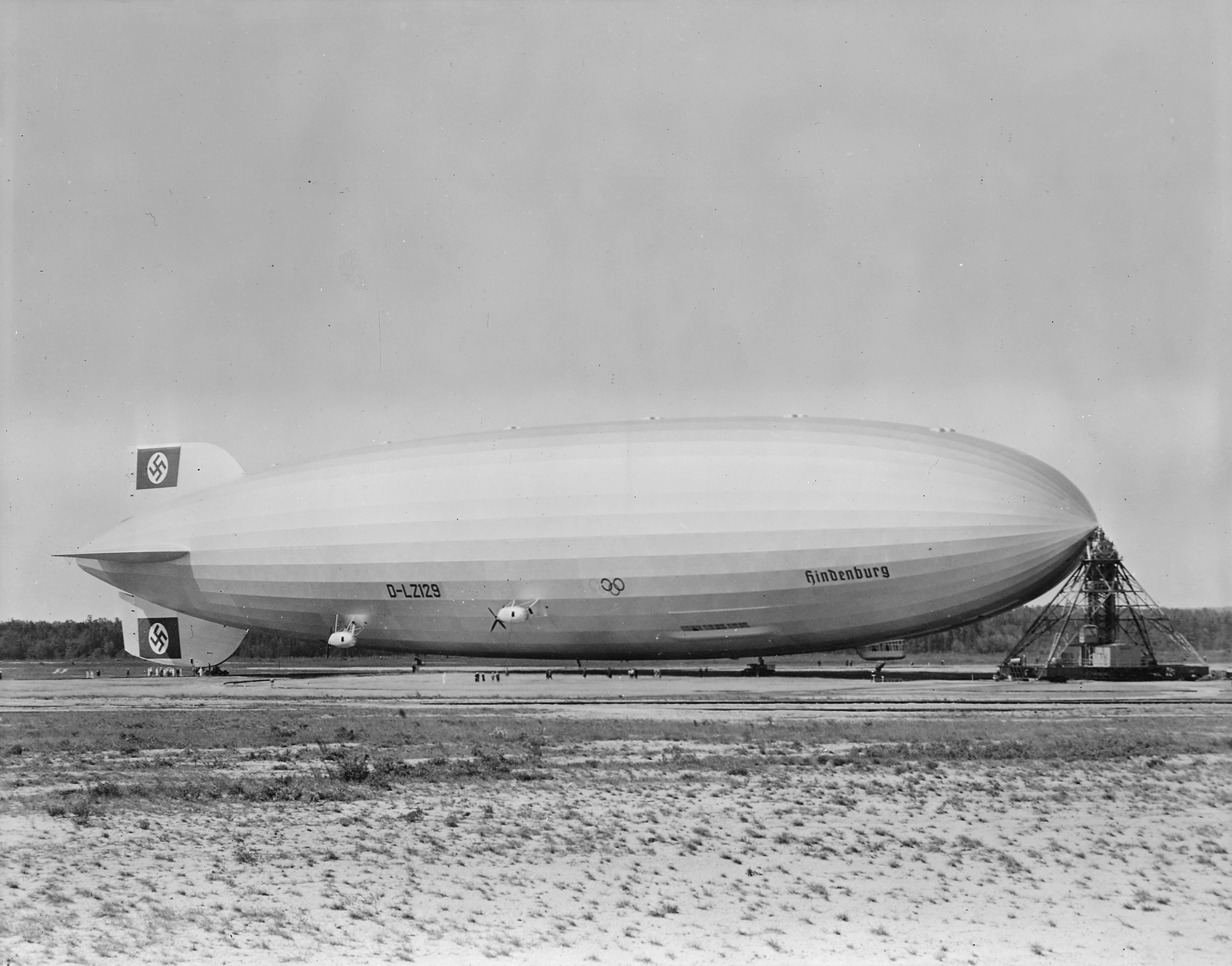
LZ 129 Hindenburg in Lakehurst, 1936

Starrluftschiffe sind Luftschiffe mit einem kompletten Skelett aus Trägern und Streben. Dieses Gerüst gibt die äußere zumeist aerodynamische Form des Schiffskörpers vor.
Neben den knapp 120 Zeppelinen wurden auch rund 50 Starrluftschiffe von anderen Herstellern gefertigt. Viele dieser Luftschiffe verunglückten schon kurze Zeit nach ihrer Jungfernfahrt. Dies führte dazu, dass die Luftschifffahrt im Laufe der 1930er Jahre eingestellt wurde, wobei Deutschland mit dem LZ 130 das letzte große Starrluftschiff noch bis 1939 in Betrieb hatte.

## Eigenschaften

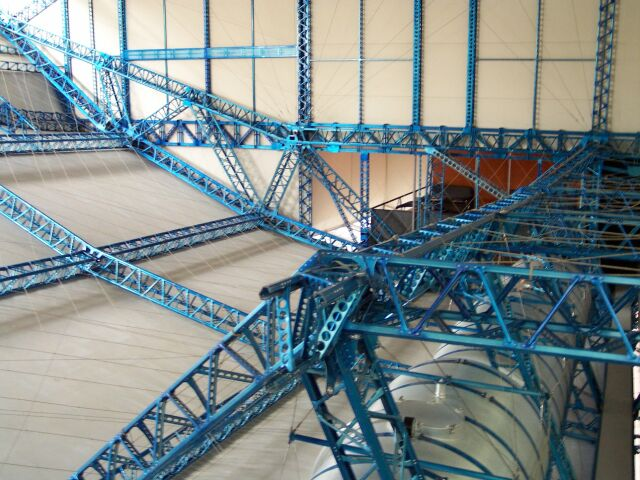
Gerippe eines Starrluftschiffes (Hindenburg-Nachbau im Zeppelinmuseum Friedrichshafen)

Die Geripperinge standen meist senkrecht und waren durch Längsträger verbunden. Zusätzlich wurde die Konstruktion mit Stahlseilen verspannt, was zur Formstabilität bei ausreichender Elastizität beitrug. Die Motoren und Führergondeln ließen sich einfach am Gerippe aufhängen. Nutzlast, Ballast (meist Wasser) und Betriebsstoffe (Kraftstoff und Schmieröl) konnten schwerpunktsoptimal verteilt gelagert und teilweise zur Trimmung verwendet werden. Die Stabilisierungsflossen am Heck waren in die Gerippestruktur integriert. Das Innere des Rumpfes bot relativ geschützt viel Platz für die Besatzung, Passagiere und die Nutzlast. Ein Vorteil der festen Struktur ist der Erhalt der Luftschiffform und damit auch der aerodynamischen Steuerbarkeit bei Gasverlust.
Beim Starrluftschiff sichert das Gerippe die Form, die Außenhaut die Wetterfestigkeit und die Gaszellen die Gasdichtigkeit. Beim Prallluftschiff werden diese drei Aufgaben von der prallen Außenhaut übernommen. Starrluftschiffe sind durch die zusätzlichen Konstruktionselemente erst ab einer gewissen Größe, die die von Prallluftschiffen deutlich überschreitet, sinnvoll konstruierbar.
Im Inneren von Starrluftschiffen wird der Auftrieb durch das Traggas in Gaszellen erzeugt, die im Gegensatz zu Prallluftschiffen oder halbstarren Luftschiffen keinen Beitrag zur Form des Schiffes zu liefern brauchen.
In den Gaszellen herrscht ein im Vergleich zu Prallluftschiffen geringerer Überdruck: Unten null und oben spezifische Tragkraft (Gasdichteunterschied mal g) mal Höhe über dem unteren Gasspiegel. Bei 40 m Schiffsdurchmesser und 12 N/m³ spezifischer Tragkraft: 480 Pascal (Pa). Dadurch geht bei Beschädigungen weniger rasch Gas verloren, und es läuft auch nur die verletzte Zelle leer. Beim Prallluftschiff läuft der gesamte Auftriebskörper leer und es verliert die Form. Ballonetts sind beim Starrluftschiff nicht erforderlich.

## Historische Starrluftschiffe

### Erster Prototyp von David Schwarz
Das erste Starrluftschiff war ein 1895/1896 von David Schwarz entwickeltes Ganzmetall-Luftschiff. Die Familie Schwarz siedelte später nach Agram (heutiges Zagreb in Kroatien), wo David als Autodidakt den Prototyp des Ganzmetall-Luftschiffes entwickelte. Es bestand aus einem Gitterträgergerüst und war mit Aluminiumblech beplankt. Außerdem war der Auftriebskörper in 13 Gaszellen unterteilt. Neu war auch die äußere Form. Sie bestand aus einem liegenden Zylinder mit einem Kegel am Bug. Es war bestückt mit einem Benzinmotor, der bei 480 Umdrehungen pro Minute eine Leistung von 12 PS erbrachte. Das Aluminium wurde vom Fabrikanten Carl Berg geliefert, der später aus ebendiesem Material Teile für die Zeppeline fertigen sollte. Das Luftschiff wurde bei seiner Probefahrt am 3. November 1897 auf dem Tempelhofer Feld in Berlin zerstört. Dieses Luftschiff war die erste Anwendung des 1889 auf der Pariser Weltausstellung erstmals gezeigten neuen Werkstoffes Aluminium in der Luftfahrt.

### Zeppelin (Deutschland)
Als herausragender Luftschiff-Pionier gilt Ferdinand Graf von Zeppelin, der 1900 seinen Prototyp LZ 1 fertigstellte. Graf Zeppelin war auch 1897 bei der Fahrt des Schwarz’schen Luftschiffs in Berlin anwesend, durfte das Flugfeld damals jedoch nicht betreten. Das Gerüst von LZ 1 wurde zum Teil aus den Überresten des Schwarz’schen Luftschiffes gefertigt. Seine Zeppelin-Luftschiffe spielen in der Geschichte der Starrluftschifffahrt eine so dominante Rolle, dass der Begriff „Zeppelin“ oft als Synonym für „Starrluftschiff“ gebraucht wird.

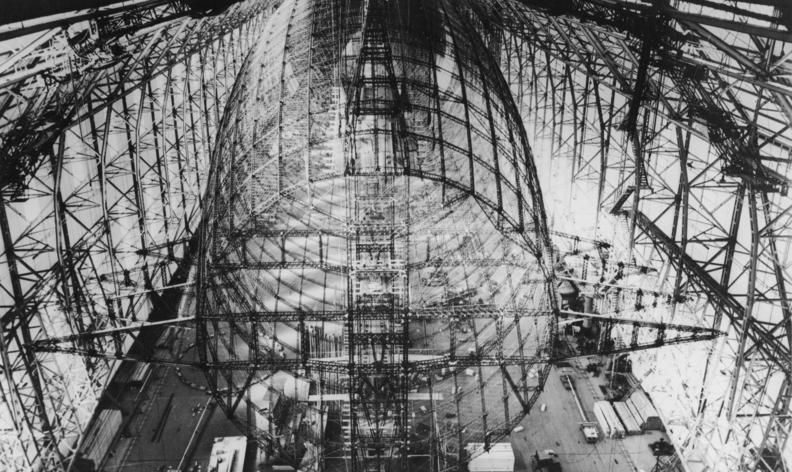
Bau des Luftschiffs LZ 129 „Hindenburg“

Zeppeline wurden schon vor dem Ersten Weltkrieg für Passagierfahrten im Kurzstreckenbetrieb eingesetzt. Der Betreiber der Zeppeline, die 1909 gegründete DELAG, war die erste Fluglinie der Welt. Im Krieg wurden Starrluftschiffe in großem Stil zur Aufklärung und für Luftangriffe mit Bomben verwendet. Ihre Blütezeit als zivile Luftfahrzeuge erlebten sie ab den 1920er Jahren, als sie ausgereift genug waren, auch Fernflüge zu ermöglichen. Während die britische und amerikanische Starrluftschifffahrt aufgrund schwerer Unglücke bereits um 1930 zugrunde ging, ermöglichten die Fahrzeuge LZ 127 „Graf Zeppelin“ und LZ 129 „Hindenburg“ in den 1930ern die erste regelmäßige Nonstop-Passagier-Flugverbindung in die USA und nach Rio de Janeiro. Die Hindenburg und ihr Schwesterluftschiff, der LZ 130 „Graf Zeppelin II“ waren mit einem Volumen von 200.000 m³, Längen von 245 m, Durchmessern von über 41 m und einer Masse von über 240 Tonnen die größten Luftschiffe, die bisher gebaut wurden. Doch auch die deutsche Luftschifffahrt dieser Epoche blieb von schweren Unglücken nicht verschont: Am 6. Mai 1937 fing nach einer Atlantiküberquerung der Zeppelin „Hindenburg“ über dem Flugfeld von Lakehurst/USA Feuer und wurde zerstört. Diese Katastrophe, die 36 Menschenleben forderte, leitete den Niedergang der Verkehrsluftschifffahrt ein; sie wurde vom amerikanischen Komponisten Steve Reich in seiner Komposition „Three Tales“ musikalisch aufgearbeitet. Der Ausbruch des Zweiten Weltkrieges im Jahr 1939 bereitete der zivilen Luftfahrt schließlich ein jähes Ende.
Siehe auch: Liste der Zeppeline
und: Zeppelin-Militärluftschiffe

### Schütte-Lanz (Deutschland)

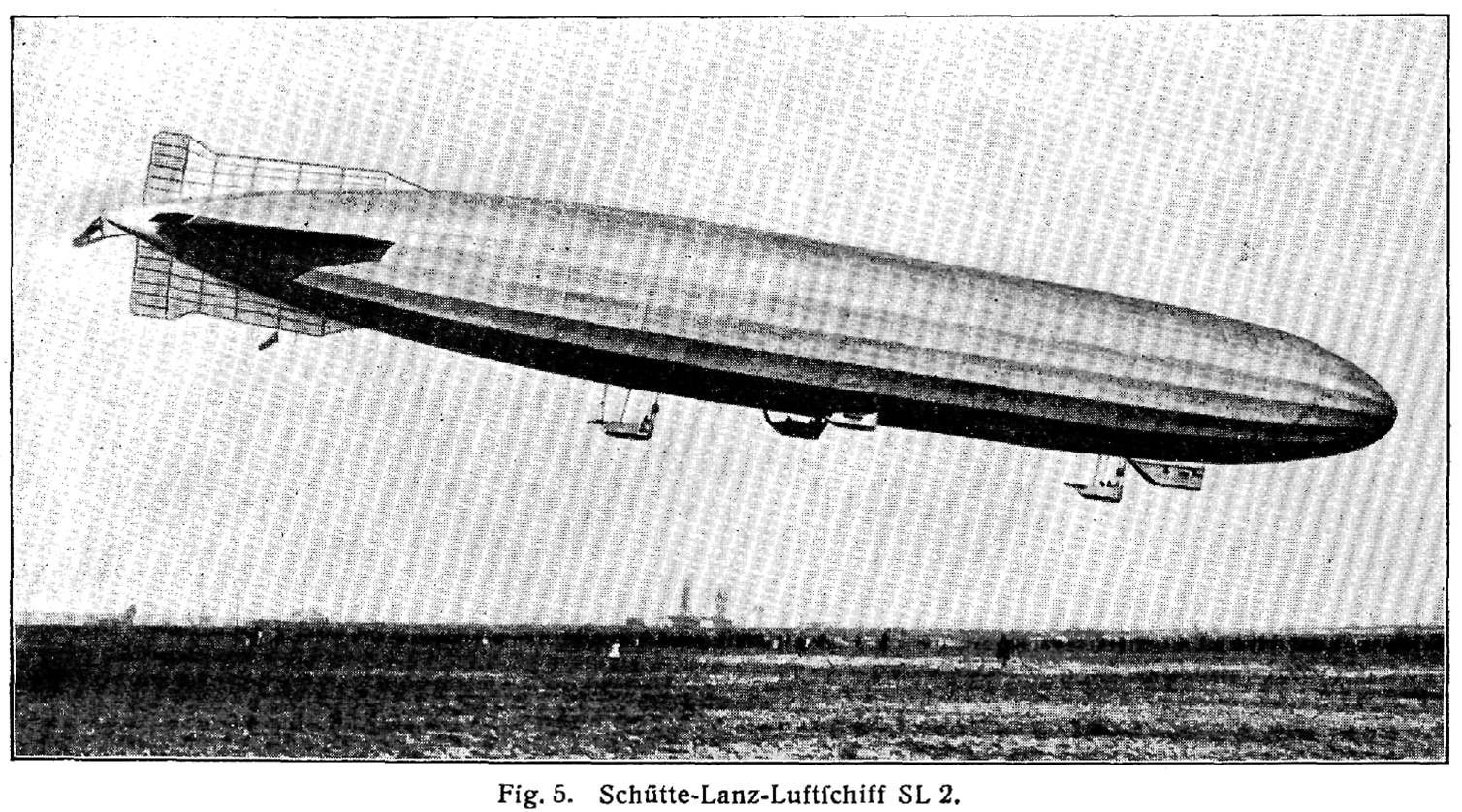
Schütte-Lanz S.L.II

Die Schütte-Lanz-Starrluftschiffe wurden ausschließlich für militärische Zwecke im Ersten Weltkrieg gebaut und konkurrierten in dieser Zeit erfolgreich mit den Zeppelinen, ohne deren Vormachtstellung gefährlich zu werden. Sie waren bis zu 198 m lang und maßen bis zu 23 m im Durchmesser bei 56.000 m³ Traggasvolumen. Ihr Skelett bestand anfangs aus Sperrholz. Von Schütte-Lanz gingen wichtige Neuerungen in der Konstruktionsweise von Starrluftschiffen aus. Durch den Ersten Weltkrieg und aufgrund von Forderungen des Militärs fanden diese Neuheiten auch sehr schnell bei Zeppelin Eingang. Nach dem Krieg kam es daher zu Patentstreitigkeiten zwischen beiden Firmen.
Siehe auch: Liste der Schütte-Lanz-Luftschiffe

### Großbritannien

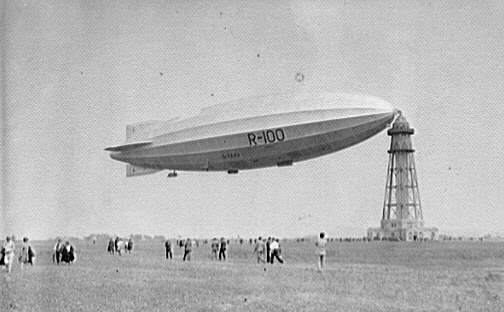
R100

Die Starrluftschifffahrt anderer Nationen wird angesichts der herausragenden Rolle Deutschlands auf diesem Gebiet nur wenig beachtet. Eine Ausnahme bildete zeitweise die Luftschifffahrt Großbritanniens, wo rund 30 Starrluftschiffe gebaut und betrieben wurden. Darunter auch R34, das 1919 als erstes Luftschiff den Atlantik überquerte und die beiden großen Luftschiffe R100 und R101, die in ihrer Auslegung bereits viele Merkmale des Passagierkomforts des deutschen Zeppelins Hindenburg vorwegnahmen. Nach dem tragischen Absturz des Luftschiffs R101 im Jahre 1930 wurde die britische Starrluftschifffahrt jedoch aufgegeben.
Siehe auch: Liste britischer Starrluftschiffe

### Frankreich

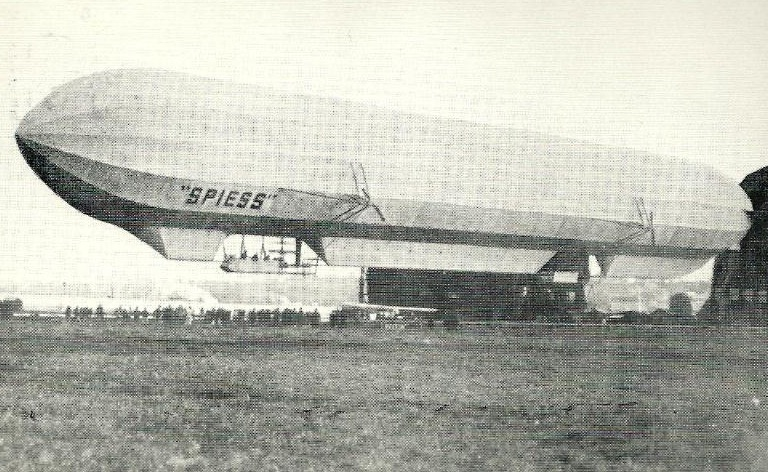
Französisches Spiess-Luftschiff

In Frankreich entstand nur ein einziges Starrluftschiff. Die Spiess wurde vom Elsässer Joseph Spieß in Anlehnung an den Zeppelin LZ 16 entwickelt, bei Zodiac gebaut und stieg erstmals am 13. April 1913 auf. Technologisch war der Prototyp insbesondere mit den dato existierenden Schütte-Lanz-Luftschiffen vergleichbar. Als Antrieb wurden zwei Chenu-Motoren mit je etwa 200 PS verwendet. Das Gerüst bestand aus einer Holzrohrkonstruktion und hatte einen Durchmesser von 13,5 m. Trotz nachträglicher Verbesserungen, bei denen es unter anderem von 104 auf 146 m verlängert wurde (das Volumen stieg dadurch von 11.800 auf 16.400 m³), konnte es die Erwartungen des französischen Militärs nicht erfüllen, da Geschwindigkeit, Nutzlast und Stabilität nicht ausreichend genug erschienen. Im Jahr 1914 ließ das Militär das Luftschiff dementsprechend demontieren.

### USA

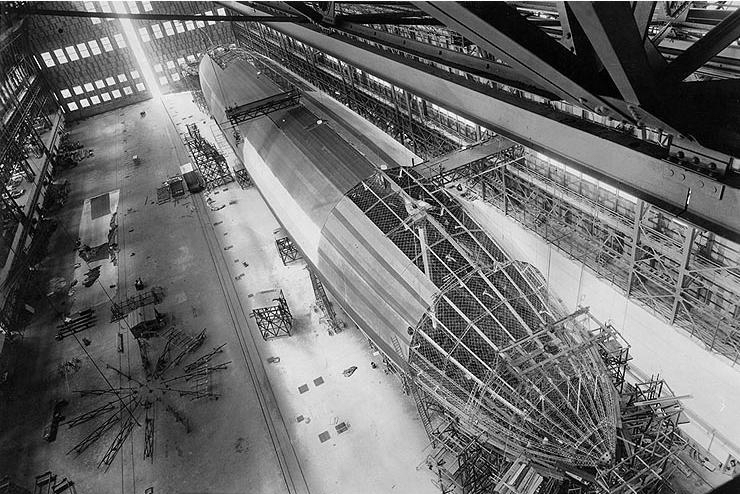
USS Shenandoah im Bau

Auch die USA betrieben einige Starrluftschiffe, die allerdings zum Teil von der Zeppelin-Gesellschaft mitentwickelt wurden oder auf Kriegszeppelinen basierten. Insgesamt wurden von den USA bzw. in ihrem Auftrag fünf Starrluftschiffe gebaut. Sie wurden alle von der US-Marine bestellt und waren die einzigen Starrluftschiffe, die Helium als Traggas verwendeten.
- ZR-1 „USS Shenandoah“ war das erste Starrluftschiff überhaupt, das mit Helium gefüllt wurde.[4] Seine Jungfernfahrt fand am 4. September 1923 statt.
- ZR-2 wurde in England unter der Bezeichnung R38 gebaut, zerbrach jedoch noch mit Wasserstoff gefüllt, bereits vor seiner Überführung in die USA in der Luft.
- ZR-3 „USS Los Angeles“ war der Zeppelin mit der Baunummer LZ 126. Dieses Luftschiff wurde als einziges der US-Starrluftschiffe nicht bei einem Unfall zerstört.
- ZRS-4 „USS Akron“ und ZRS-5 „USS Macon“ konnten Aufklärungsflugzeuge während der Fahrt aussetzen und wieder einholen. Sie dienten als fliegende Flugzeugträger. Die „USS Akron“ führte am 3. November 1931 eine zehnstündige Fahrt mit 207 Personen an Bord durch. Dies stellt bis heute einen Superlativ dar, ebenso wie das Ende der „USS Akron“: mit 74 Toten ist es bis in die Gegenwart das schwerste Luftschiffunglück.

Das in den Jahren von 1929 bis 1941 betriebene Ganzmetallluftschiff ZMC-2 besaß einen gerüstverstärkten aus Aluminiumblech geformten Luftschiffkörper. Es wurde jedoch von der US-Marine als Prallluftschiff klassifiziert, da es einen geringen Überdruck im Inneren zur Erhaltung der Form benötigte.

## Starrluftschiff-Projekte seit den 1990er Jahren
In den 1990er Jahren wurden einige Luftschiffprojekte mit unterschiedlichen starren oder halbstarren Konstruktionen vorgestellt, aber bislang nicht realisiert. Dazu gehören beispielsweise:
- das „AVEA“-Projekt der ETH Lausanne, das in Konkurrenz zum Cargolifter stand,
- die Projekte D-1 und D-4 der US-amerikanischen Aeros Corporation,
- das „Sky Station“ Projekt des früheren US-Außenministers Alexander M. Haig Jr., bei dem Luftschiffe als unbemannte Telekommunikationsplattformen in der Stratosphäre eingesetzt werden und damit Kommunikationssatelliten Konkurrenz machen sollten.
- 2005 wurde mit dem unbemannten Sanswire Stratellite an einem Prototyp für ein unbemanntes hochfliegendes Solar-Starrluftschiff, das für Telekommunikationsaufgaben eingesetzt werden soll, gearbeitet und ein schwebefähiges Mock-up gefertigt. Das Projekt wurde jedoch nicht verwirklicht.

Gegenwärtig (2023) gibt es nur ein Starrluftschiff:
- Im Oktober 2023 wurde eine Startlizenz zu Erprobungsflügen[5] für den Pathfinder 1[6] von Lighter Than Air (LTA) Research[7] von Google-Mitbegründer Sergey Brin erteilt. Das Schiff ist 124 Meter lang und soll in 12 Monaten 25 Testflüge um den Flughafen Moffett Field, Kalifornien durchführen.

Bei den übrigen Luftschiffen, die heute existieren, handelt es sich entweder um halbstarre Luftschiffe (zum Beispiel Zeppelin NT) oder um tragwerklose Prallluftschiffe, sogenannte Blimps. Bei dem 2003 eingestellten Projekt Cargolifter handelte es sich um ein geplantes halbstarres bzw. Kielluftschiff.